# (31876) Jenkens
2000 EA142 (asteroide 31876) é um asteroide da cintura principal. Possui uma excentricidade de 0.25999160 e uma inclinação de 13.73925º.
Este asteroide foi descoberto no dia 2 de março de 2000 por CSS em Catalina.